# San Pedro (nao)
La San Pedro fue una nao española del siglo XVI. Fue la primera embarcación que recorrió el océano Pacífico de oeste a este. Este trayecto fue el primero de una ruta que los españoles explotarían durante 250 años y que vino a llamarse Galeón de Manila.

## Historial
El barco se construyó en Puerto de la Navidad, en la costa occidental del entonces Virreinato de Nueva España (actual estado mexicano de Jalisco). El barco era una nao mercante. Estaba hecha de maderas (roble, pino y encina), hierro forjado y fundido, cobre, bronce, plomo y lona de cáñamo. Tenía 30,50 metros de eslora y una manga de 9,20 metros.
Zarpó por primera vez el 21 de noviembre de 1564 hacia Filipinas (bajo dominio español hasta 1898) en un viaje que fue preparado y dirigido por el fraile agustino Andrés de Urdaneta y llevado a cabo por él junto con el adelantado Miguel López de Legazpi. De Filipinas regresaron nuevamente a Nueva España en el conocido como «tornaviaje», bajo el mando de un joven capitán de dieciocho años llamado Felipe de Salcedo, nieto de Legazpi, y con la dirección técnica de Urdaneta, llegando al puerto de Acapulco en 1565.